# Aptoceras signatus
Aptoceras signatus är en insektsart som beskrevs av Marius Descamps 1976. Aptoceras signatus ingår i släktet Aptoceras och familjen gräshoppor. Inga underarter finns listade i Catalogue of Life.